# Frans I:s saltkar
Frans I:s saltkar är ett skulpturalt konstverk av den italienske guldsmeden och skulptören Benvenuto Cellini, utfört 1540–1543 för den franske kungen Frans I.
Huvudpersonerna i saltkaret, som mäter cirka 26 cm i höjd, är härskaren över vattnet, Neptunus, och en formskön jordnymf med utdragna extremiteter och proportionellt litet huvud, vilket tyder på inflytande från manierismen. Cellini skriver i sin självbiografi att han gav jordnymfen "det behag och den tjuskraft min konst var i stånd att åstadkomma". Gestalternas ben är något sammanflätade, vilket förlänar ett erotiskt drag åt Cellinis förhärligande av naturens fruktsamhet. Saltkarets båda figurer är gjutna i massivt guld, och själva karet har bland annat emaljarbeten, ädelstenar och förgyllningar.
Cellini påbörjade detta virtuosa guldsmidesarbete i sin ateljé i närheten av Via Giulia i Rom, men fullbordade det i Frankrike för Frans I, som hade gjort sitt hov i Fontainebleau till det viktigaste centrumet för konstnärlig verksamhet norr om Alperna.
Vid en spektakulär kupp den 11 maj 2003 stals saltkaret från Kunsthistorisches Museum i Wien och återbördades först den 21 januari 2006. 